# Richard Cromwell
Richard Cromwell, (Huntingdon, 4 d'octubre de 1626 - Cheshunt, 12 de juliol de 1712), fill d'Oliver Cromwell i Lord Protector d'Anglaterra, Escòcia i Irlanda, càrrec que ocupà des de la mort del seu pare (3 de setembre de 1658) fins al 25 de maig de 1659.
El dia de la seva mort, Oliver Cromwell havia designat el seu fill com a successor. Formalment però, Richard no fou proclamat Lord Protector fins al 27 de gener de 1659. Pocs mesos més tard, les pressions de l'exèrcit, que desconfiava de la seva escassa experiència política, i els conflictes polítics interns existents van forçar la seva dimissió. D'aquesta manera, el 'Protectorat' creat pel seu pare arribava a la seva fi i arrossegà amb ell la "Commonwealth" o República que s'havia instaurat. Un any més tard, el 1660, Carles Stuart, fill del deposat Carles I, era coronat rei d'Anglaterra i Escòcia.

## Darrers anys (1660-1712)
El juliol de 1660, Richard Cromwell s'exilià a França per tal d'evitar els conflictes polítics derivats de la Restauració monàrquica. Durant anys va recórrer els diferents estats europeus, sempre sota la protecció de pseudònims, entre els quals destaca "John Clarke". Enrere havia deixat la seva esposa, a qui no tornà a veure mai més. Tot i així, les cartes escrites a la seva família són nombroses, i actualment es conserven totes als Arxius de Cambridgeshire, a la localitat de Huntingdon.
El 1680 o el 1681 va tornar a Anglaterra. Es va allotjar a la residència del mercader Thomas Pengelly a la localitat de Finchley, a Middlesex. Retirat de tota activitat política, va viure tranquil·lament fins a la seva mort, el 12 de juliol de 1712, amb 85 anys.